# Danuta Zrajkowska
Danuta Zrajkowska (ur. 13 stycznia 1967) – polska lekkoatletka, specjalizująca się w rzucie dyskiem, medalistka mistrzostw Polski.

## Kariera sportowa
Była zawodniczką Jagiellonii Białystok.
Na mistrzostwach Polski seniorek na otwartym stadionie zdobyła dwa brązowe w rzucie dyskiem (1986, 1989). 
Rekord życiowy w rzucie dyskiem: 54,32 (9.07.1988).